# Łęgi, Hạt Świdwin
Łęgi [ˈwɛnɡi] (tiếng Đức: Langen) là một ngôi làng thuộc khu hành chính của Gmina Połczyn-Zdrój, trong quận Świdwin, West Pomeranian Voivodeship, ở phía tây bắc Ba Lan. Nó nằm khoảng 11 kilômét (7 mi)   phía tây Połczyn-Zdrój, 13 km (8 mi) về phía đông của Świdwin và 100 km (62 mi) về phía đông bắc của thủ đô khu vực Szczecin.
Trước năm 1945, khu vực này là một phần của Đức. Đối với lịch sử của khu vực, xem Lịch sử của Pomerania.

## Cư dân đáng chú ý
- Albrecht von Hagen (1904 - 1944), chiến binh kháng chiến